# Wanzenau (Gemeinde Gars am Kamp)
Wanzenau ist ein Ort in der gleichnamigen Katastralgemeinde der Marktgemeinde Gars am Kamp im Bezirk Horn in Niederösterreich.

## Geographie
Der Ort liegt auf einer Hochebene zwischen Gars am Kamp und St. Leonhard am Hornerwald. Die Seehöhe in der Ortsmitte beträgt 429 Meter. Die Fläche der Katastralgemeinde umfasst 3,07 km². Die Einwohnerzahl beläuft sich auf 35 Einwohner (Stand: 1. Jänner 2024).

## Postleitzahl
In der Marktgemeinde Gars am Kamp finden mehrere Postleitzahlen Verwendung. Wanzenau hat die Postleitzahl 3573.

## Bevölkerungsentwicklung
| Jahr      | 1830 | 1890 | 1923 | 1951 | 1961 | 1971 | 1991 | 2001 |
| --------- | ---- | ---- | ---- | ---- | ---- | ---- | ---- | ---- |
| Einwohner | 101  | 131  | 141  | 115  | 86   | 80   | 63   | 57   |

## Geschichte
Der Ort wurde 1487 erstmals urkundlich erwähnt. Er gehörte ursprünglich zur Herrschaft Gars und gelangte 1621 zur Herrschaft Horn und Rosenburg. Gemeinsam mit Etzmannsdorf am Kamp und Wolfshof bildete Wanzenau die Heiligen drei Länder. Diese Bezeichnung erinnert daran, dass diese Orte im 16. Jahrhundert nicht wie zahlreiche andere Orte der Region der Reformation anhingen, sondern im katholischen Glauben verharrten.
Am 1. Oktober 1938 wurde die Orts- und Katastralgemeinde Wanzenau nach Rosenburg eingemeindet und am 10. Oktober 1945 wieder selbstständig. Am 1. Januar 1967 wurde die bis dahin selbstständige Gemeinde ein Ortsteil von Etzmannsdorf am Kamp, das seit 1. Januar 1971 ein Ortsteil der Marktgemeinde Gars am Kamp ist.
Noch heute ist Wanzenau ein stark landwirtschaftlich geprägter Ort. Zahlreiche Landwirte haben seit den 1980er Jahren ihre Betriebe nach den Regeln des ökologischen Landbaus umgestellt.
In den 1970er Jahren bewohnte die Schauspielerin Maria Schell einen Bauernhof in Wanzenau. 1998 war Wanzenau einer der Hauptdrehorte der Filmkomödie Drei Herren mit Karl Merkatz, Karl Markovics und Ottfried Fischer.

## Wirtschaft und Infrastruktur

### Verkehr
Die Gemeindestraße von Etzmannsdorf am Kamp endet in Wanzenau. Der Ort ist nicht an den ÖPNV angeschlossen. Die nächstgelegenen Bahnhöfe der ÖBB sind Gars-Thunau und Rosenburg an der Kamptalbahn. Seit 1995 fährt der Garser Bus, eine Initiative des Wirtschaftsvereins „Gars Innovativ“, jeweils dienstags und freitags Wanzenau, alle anderen Ortsteile und weitere Orte der Umgebung an, um Personen, die keinen PKW besitzen und keinen Anschluss an den ÖPNV haben, Einkäufe und Erledigungen in Gars am Kamp zu ermöglichen.

### Brandschutz
- Freiwillige Feuerwehr Wanzenau